# Bosiljka Janjatović
Bosiljka Janjatović (Rijeka (Sušak), 31. siječnja 1936. - Orebić, 26. kolovoza 2006.), bila je hrvatska povjesničarka.

## Životopis
U Zagrebu je završila Klasičnu gimnaziju i Filozofski fakultet (povijest), na kojem je 1973. godine i doktorirala. Nakon diplomiranja kratko je radila u Muzeju u Sisku. Od 1961. do 2004. godine zaposlena je u Hrvatskom institutu za povijest (tada Institut za historiju radničkog pokreta Hrvatske, koji je osnovao Franjo Tuđman). Bila je glavnom urednicom Časopisa za suvremenu povijest (1981. – 1988.). Znanstvena savjetnica.
Specijalizirala se za hrvatsku povijest u razdoblju između dvaju svjetskih ratova. Objavila je više od dvije stotine rasprava i članaka u znanstvenim časopisima i zbornicima radova, uglavnom o temama iz tog razdoblja. Napisala je i nekoliko brošura o tematici sindikalnog pokreta (Hrvatski radnički savez). Bavila se i poviješću Rijeke i Hrvatskog primorja. U knjizi objavljenoj 2002. godine, Politički teror u Hrvatskoj 1918.-1935., daje sustavni pregled uspostave centralizma u Prvoj Jugoslaviji, te režimskog terora protiv hrvatskih političara i stranaka, te protiv seljaka.

## Djela
Objavljene knjige:
- Sindikalni pokret u Jugoslaviji do 1941. godine, 1981.[3]
- Radnička politika Hrvatske seljačke stranke. Hrvatski radnički savez 1921. – 1941., Zagreb, 1983.
- Politika HSS prema radničkoj klasi, Centar za kulturnu djelatnost, Zagreb, 1983.
- Optužnica i presuda članovima i simpatizerima KPJ iz Hrvatskog primorja 1934., Rijeka, 1984. (suautor Petar Strčić)
- Josip Cazi: život za revoluciju, (suautori Nada Cazi, Dejan Rebić i Đorđe Đurić), Radničke novine, Zagreb, 1987.[4]
- Povijest sindikalnog pokreta tekstilno-odjevnih radnika Hrvatske 1919. – 1941., Zagreb, 1988.
- Kožarsko-prerađivački radnici u sindikalnom pokretu Hrvatske, Zagreb, 1989.
- Politički teror u Hrvatskoj 1918. – 1935., Hrvatski institut za povijest-Dom i svijet, Zagreb, 2002.
- Stjepan Radić: progoni, zatvori, suđenja, ubojstvo: 1889. – 1928., Dom i svijet, Zagreb, 2003.

## Vanjske poveznice
- Izvještaj s predstavljanja knjige Stjepan Radić: Progoni, zatvori, suđenja, ubojstvo  Arhivirana inačica izvorne stranice od 2. siječnja 2007. (Wayback Machine), na stranicama Matice hrvatske
- Znanstvena bibliografija Bosiljke Janjatović (CROSBI)